# Marc McCarroll
Marc McCarroll (Harrow, 19 febbraio 1985) è un tennista britannico.
È un tennista diversamente abile e gioca su una carrozzina.